# Nitrato de cromo(III)
}}
Nitrato de cromo (III) é o sal de cromo do ácido nítrico. Este nitrato existe como um nonahidrato Cr(NO3)3·9H2O. O sal anidro forma cristais verdes e muito solúveis em água. A 100 °C ele decompõe-se. O hidrato tem uma cor vermelho-violácea. Seu ponto de fusão é 36–37 °C. Nitrato de cromo (III) é usado na produção de catalisadores livres de metais alcalinos e em decapagem de metais.